# Cyrtorchis ringens
Cyrtorchis ringens là một loài thực vật có hoa trong họ Lan. Loài này được (Rchb.f.) Summerh. mô tả khoa học đầu tiên năm 1958.